# La nave e il faro

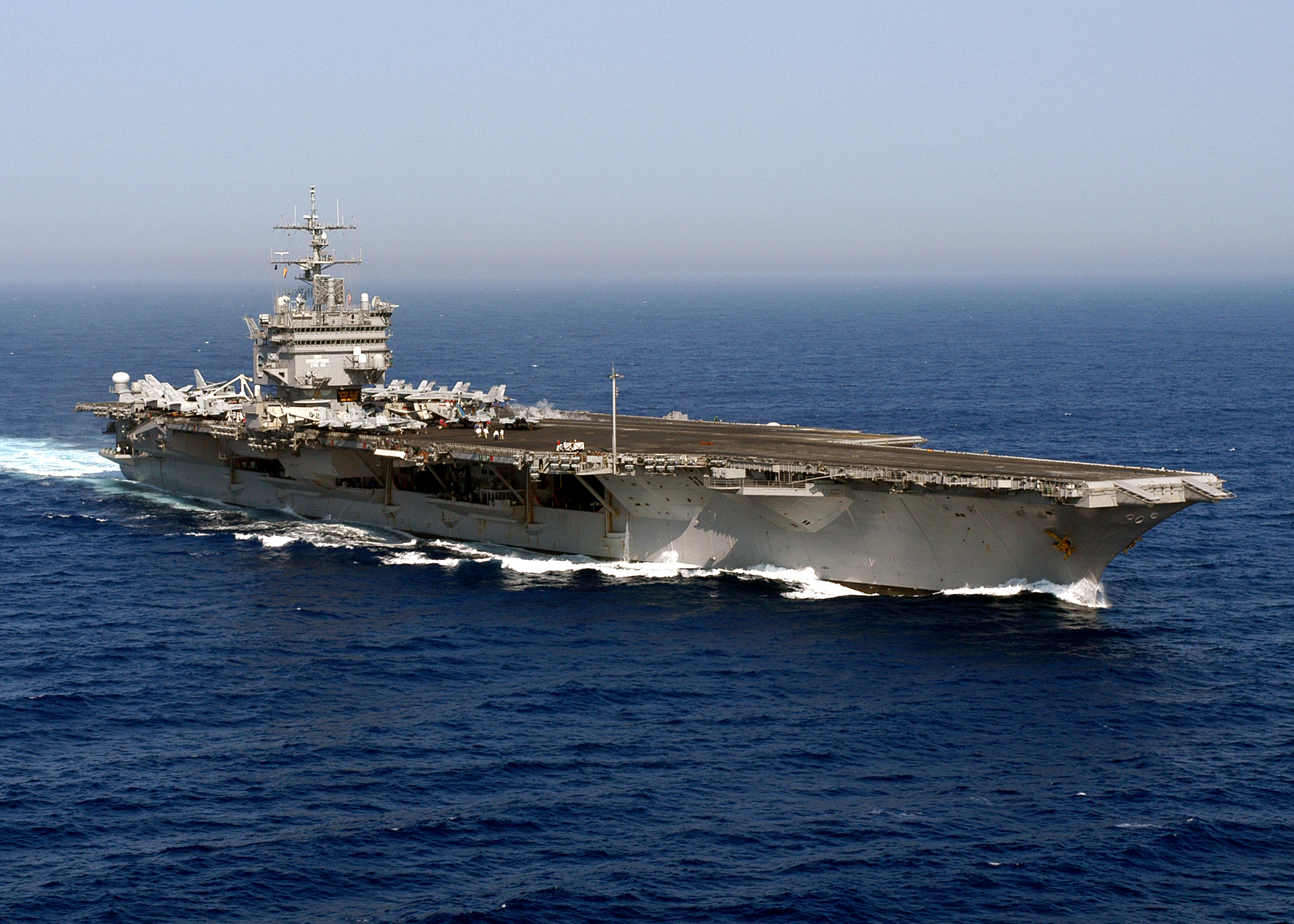
La USS Enterprise, una delle varie navi a cui viene attribuita questa vicenda

La nave e il faro è una leggenda metropolitana originata da una barzelletta di cui esistono diverse varianti; tutte descrivono l'incontro fra una nave e quella che inizialmente sembra essere un'altra imbarcazione con la quale la nave è in rotta di collisione. La nave, solitamente descritta come una grande nave da battaglia o una portaerei della marina militare statunitense, richiede che l'altra imbarcazione cambi la sua rotta. Questa risponde che dovrebbe essere invece la nave statunitense a cambiare la rotta. Il capitano della prima nave, in alcune versioni, minaccia l'uso della forza e ribadisce il comando all'altra di cambiare la rotta. A questo punto, con una risposta variabile, la seconda imbarcazione rivela di essere un faro.

## Storia
Questa storia è presente su internet dal 1995, e a volte veniva spacciata per la trascrizione fedele di una comunicazione realmente avvenuta e rilasciata da autorità ufficiali ma non esiste nessuna prova che un evento del genere sia mai accaduto ed è una storia non plausibile per diversi motivi. È quindi considerata una leggenda metropolitana che si è evoluta da una barzelletta esistente già nel 1930. La marina militare degli Stati Uniti d'America ha una pagina web dedicata a sfatare questo mito. Questa storia viene talvolta usata come parabola per insegnare gli aspetti negativi dell'egotismo e dell'essere inflessibili. Nel 2004 una compagnia svedese ha girato uno spot pubblicitario basato su questa leggenda che ha vinto un leone di bronzo al Festival Internazionale della Creatività Leoni di Cannes.
I nomi di nave che più spesso sono usati sono Lincoln, Enterprise, Nimitz e Missouri. Il luogo in cui si troverebbe il faro è a seconda dei casi Capo Finisterre in Spagna o un qualche promontorio canadese, sulla frontiera costiera con il Maine, con la nave che naviga vicinissimo alla costa della Carolina del Nord o è appena partita da essa. In altre varianti, la nave è inglese e il faro si trova in Irlanda o in Scozia.